# Eomanicapsocus
Eomanicapsocus – wymarły rodzaj owadów z rzędu psotników i rodziny Manicapsocidae, obejmujący tylko jeden znany gatunek – Eomanicapsocus melaniae.

## Taksonomia
Rodzaj i jego gatunek typowy opisali po raz pierwszy André Nel, Jakub Prokop, Gael De Ploëg oraz J. Millet w 2005 roku. Opisu dokonano na podstawie inkluzji kilku okazów w bursztynie z Oise, odnalezionym we francuskim departamencie Oise, w gminie Le Quesnoy. Inkluzje zdeponowane zostały w Muzeum Historii Naturalnej w Paryżu. Skamieniałości datowane są na wczesny eocen.
Nazwa rodzajowa Eomanicapsocus to połączenie słowa eocen z nazwą współczesnego rodzaju z tej samej rodziny – Manicapsocus.

## Morfologia
Psotnik ten osiągał około 2,7 mm długości ciała oraz nieco ponad 3 mm długości i 1,1 mm szerokości przedniego skrzydła. Oskórek ciała i skrzydeł pozbawiony był spłaszczonych łusek. Głowa miała niewystający zaustek, duże czoło i wykształcony pośrodkowy szew epikranialny. Stosunkowo duże oczy złożone porastały szczecinki. Przyoczka miały równe rozmiary i rozmieszczone były na planie trójkąta. Czułki miały biczyki złożone z trzynastu członów. Głaszczki szczękowe charakteryzowały się członem czwartym nieco dłuższym od drugiego. Przednie skrzydło było przezroczyste, o nagiej błonie, żyłkach i brzegach. Jego pterostygma była wydłużona i zamknięta od strony nasadowej. Pierwsza gałąź żyłki radialnej (R1) nie uległa rozszerzeniu na krawędzi kostalnej skrzydła. Sektor radialny (Rs) dawał dwa, a żyłka medialna (M) trzy odgałęzienia. Pętla żyłki kubitalnej nie łączyła się z medialną. Żyłki analne nie zrastały się ze sobą w częściach odsiebnych. Skrzydło tylne osiągało około 2,3 mm długości i 0,75 mm szerokości. Jego użyłkowanie cechowało się nierozgałęzioną żyłką medialną, brakiem zamkniętej komórki bazyradialnej oraz brakiem lub niekompletnością pierwszego odcinka sektora radialnego (Rs). Odnóża wszystkich par miały trójczłonowe stopy zwieńczone parą jednakowych pazurków zaopatrzonych w ząbek przedwierzchołkowy.

## Paleoekologia
Owad ten zasiedlał lasy Basenu Paryskiego. Żywica, w której został zatopiony, wytworzona została przez drzewa okrytonasienne z rodziny brezylkowatych. Choć w lasach tych dominował Aulacoxylon sparnacense, to badanie mikroskopowe wskazuje jako źródło żywicy drzewa z rodzaju Daniellia, zaś molekularna analiza chemiczna – przedstawicieli rodzaju Hymenaea. W skład bogatej fauny tych lasów wchodziły prakopytne, nieparzystokopytne, niewielkie naczelne z rodzaju Teilhardina oraz ponad 300 opisanych dotąd gatunków stawonogów. Z tej samej lokalizacji co Abraracourcix pochodzą skamieniałości m.in. pająków z rodzajów: Cenotextricella, Quamtana i Selenops, ważek z grupy Eurypalpida, pluskwiaków z rodzajów: Clodionus, Eopiesma, Isaraselis, Lukotekia, Mnaomaia, Oisedicus, Ordralfabetix i Stalisyne, wciornastków  z rodzaju Uzelothrips, psotników z rodzajów Amphientomum, Archipsocus, Embidopsocus, Eoempheria, Eolachesilla, Eoprotroctopsocus, Eorhyopsocus, Psyllipsocus, Tapinella, Thylacella, termitów z rodzajów Electrotermes i Mastotermes, modliszek z rodzin Chaeteessidae i Mantoididae, skorków z rodzaju Chelisoficula, prostoskrzydłych z rodzaju Guntheridactylus, straszyków z rodzaju Gallophasma, chrząszczy z rodzajów: Bertinotus, Boleopsis, Colotes, Corticaria, Cupes, Cyphon, Eopeplus, Micromalthus, Nephus, Oisegenius, Oisenodes, Palaeoestes, Palaeotanaos, Pastillocenicus, Rhyzobius, Scirtes, Smicrips, wielkoskrzydłych z rodzaju Eosialis, sieciarek z rodzajów: Coniopteryx, Oisea, Paleosisyra i Parasemidalis, błonkówek z rodzajów: Eopison, Paleoscleroderma, Pison, Platythyrea, Pristocera oraz muchówek z rodzajów: Ablabesmyia, Brundiniella, Chaetocladius, Chasmatonotoides, Coelotanypus, Corynoneura, Electroxylomyia, Endochironomus, Eoatrichops, Lappodiamesa, Lestremia, Microphorites, Megacentron, Microtendipes, Monodiamesa, Neurolyga, Nilotanypus, Pagastia, Paratendipes, Palaeognoriste, Plecia, Ploegia, Proacoenonia, Procladius, Prolipiniella, Pseudochasmatonotus, Rheosmittia, Spinorthocladius i Tokunagaia.